# Liste der Biografien/Vald
Liste der Biografien |
Portal Biografien |
Personensuche
# |
A |
B |
C |
D |
E |
F |
G |
H |
I |
J |
K |
L |
M |
N |
O |
P |
Q |
R |
S |
T |
U |
V |
W |
X |
Y |
Z |
?
 
Va |
Vd |
Ve |
Vh |
Vi |
Vj |
Vl |
Vn |
Vo |
Vr |
Vs |
Vt |
Vu |
Vy
 
Vaa |
Vab |
Vac |
Vad |
Vae |
Vaf |
Vag |
Vah |
Vai |
Vaj |
Vak |
Val |
Vam |
Van |
Vap |
Vaq |
Var |
Vas |
Vat |
Vau |
Vav |
Vaw |
Vax |
Vay |
Vaz
 
Vala |
Valb |
Valc |
Vald |
Vale |
Valf |
Valg |
Valh |
Vali |
Valj |
Valk |
Vall |
Valm |
Valn |
Valo |
Valp |
Valq |
Vals |
Valt |
Valu |
Valv |
Valy |
Valz
Die Liste der Biografien führt alle Personen auf, die in der deutschsprachigen Wikipedia einen Artikel haben. Dieses ist eine Teilliste mit 137 Einträgen von Personen, deren Namen mit den Buchstaben „Vald“ beginnt.

## Vald
- Vald (* 1992), französischer Rapper

### Valda
- Valda Paredes, Miguel A. (1884–1957), bolivianischer Komponist
- Valdambrini, Francesco (1933–2007), italienischer Komponist und Musikpädagoge
- Valdambrini, Oscar (1924–1997), italienischer Jazzmusiker
- Valdano, Jorge (* 1955), argentinischer Fußballspieler und Trainer
- Valdarnini, Eduardo (* 1991), italienischer SchauspielerEduardo Valdarnini (* 1991)

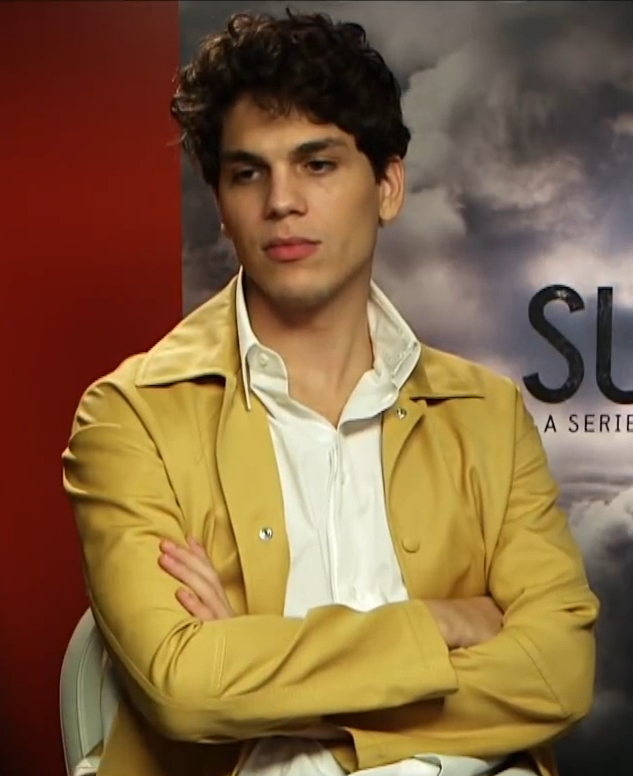
Eduardo Valdarnini (* 1991)

- Valdatti, Eduardo († 1990), argentinisch-mexikanischer Fußballspieler und -trainer

### Valde
- Valde-Nowak, Paweł (* 1954), polnischer Ur- und Frühgeschichtler
- Valdeci Santos Mendes, José (* 1961), brasilianischer Geistlicher, Bischof von Brejo
- Valdeig, Jürgen (* 1951), deutscher Maler und Verleger
- Valdelomar, Abraham (1888–1919), peruanischer Schriftsteller und Journalist
- Valdemārs, Krišjānis (1825–1891), lettischer Journalist, Schriftsteller und Förderer der Seefahrt sowie Mitbegründer der Bewegung der Jungletten
- Valdemoro, Amaya (* 1976), spanische Basketballspielerin
- Valdenaire, Arthur (1883–1946), deutscher Architekt, Bauhistoriker und Denkmalpfleger
- Valdenaire, Florine (* 1982), französische Snowboarderin
- Valdenaire, Nikolaus (1772–1849), französischer Soldat, Gutsbesitzer, Abgeordneter, Revolutionär
- Valdenaire, Viktor (1812–1881), deutscher Gutsbesitzer, Abgeordneter, Revolutionär
- Valdengo, Giuseppe (1914–2007), italienischer Opernsänger (Bariton)
- Valderrábano, Enríquez de, spanischer Vihuelist und Komponist der Renaissance
- Valderrabano, Victor (* 1972), Schweizer orthopädischer Chirurg und Traumatologe
- Valderrama Fernández, Ricardo (1945–2020), peruanischer Anthropologe und Politiker
- Valderrama Ortiz, Ikaro (* 1984), kolumbianischer Sänger, Schriftsteller, Komponist und Multiinstrumentalist
- Valderrama, Carlos (* 1961), kolumbianischer Fußballspieler
- Valderrama, Jorge Luis (1906–1968), bolivianischer Fußballspieler
- Valderrama, Juanito (1916–2004), spanischer Flamenco-Sänger
- Valderrama, Wilmer (* 1980), US-amerikanischer Schauspieler, Synchronsprecher und FilmproduzentWilmer Valderrama (* 1980)

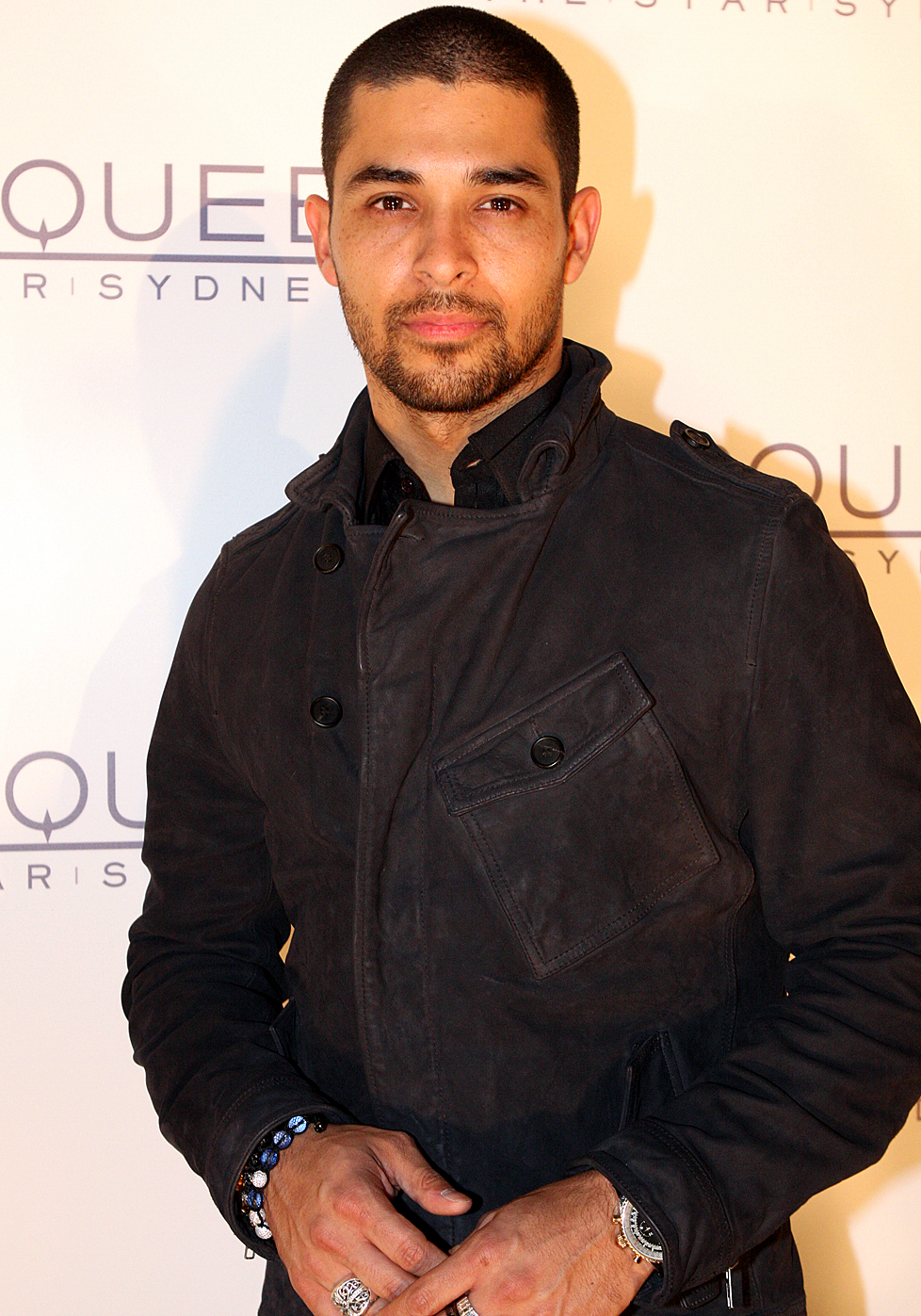
Wilmer Valderrama (* 1980)

- Valdés Aguilar, Felipe Raúl (* 1930), mexikanischer Botschafter
- Valdés Lacarra, Alberto (1950–2020), mexikanischer Reiter
- Valdés Larrañaga, Manuel (1909–2001), spanischer Sportfunktionär, Faschist und Diplomat
- Valdés Leal, Juan de (1622–1690), spanischer Maler und Bildhauer
- Valdés Mesa, Salvador (* 1945), kubanischer Politiker
- Valdés Subercaseaux, Francisco Maximiano (1908–1982), chilenischer Geistlicher, römisch-katholischer Bischof von Osorno
- Valdés Vivó, Raúl (1929–2013), kubanischer Diplomat und Publizist
- Valdés y Salas, Fernando de (1483–1568), spanischer Geistlicher und Politiker
- Valdés, Alfonso de († 1532), spanischer Humanist und Politiker
- Valdés, Alfredo (1910–1988), kubanischer Sänger und Bandleader
- Valdés, Amadito (* 1946), kubanischer Perkussionist
- Valdés, Ana Luisa (* 1953), uruguayische Schriftstellerin und Übersetzerin
- Valdés, Beatriz (* 1963), kubanische Schauspielerin
- Valdés, Bebo (1918–2013), kubanischer Jazz-Musiker
- Valdés, Carlos (* 1985), kolumbianischer Fußballspieler
- Valdes, Carlos (* 1989), US-amerikanischer SchauspielerCarlos Valdes (* 1989)

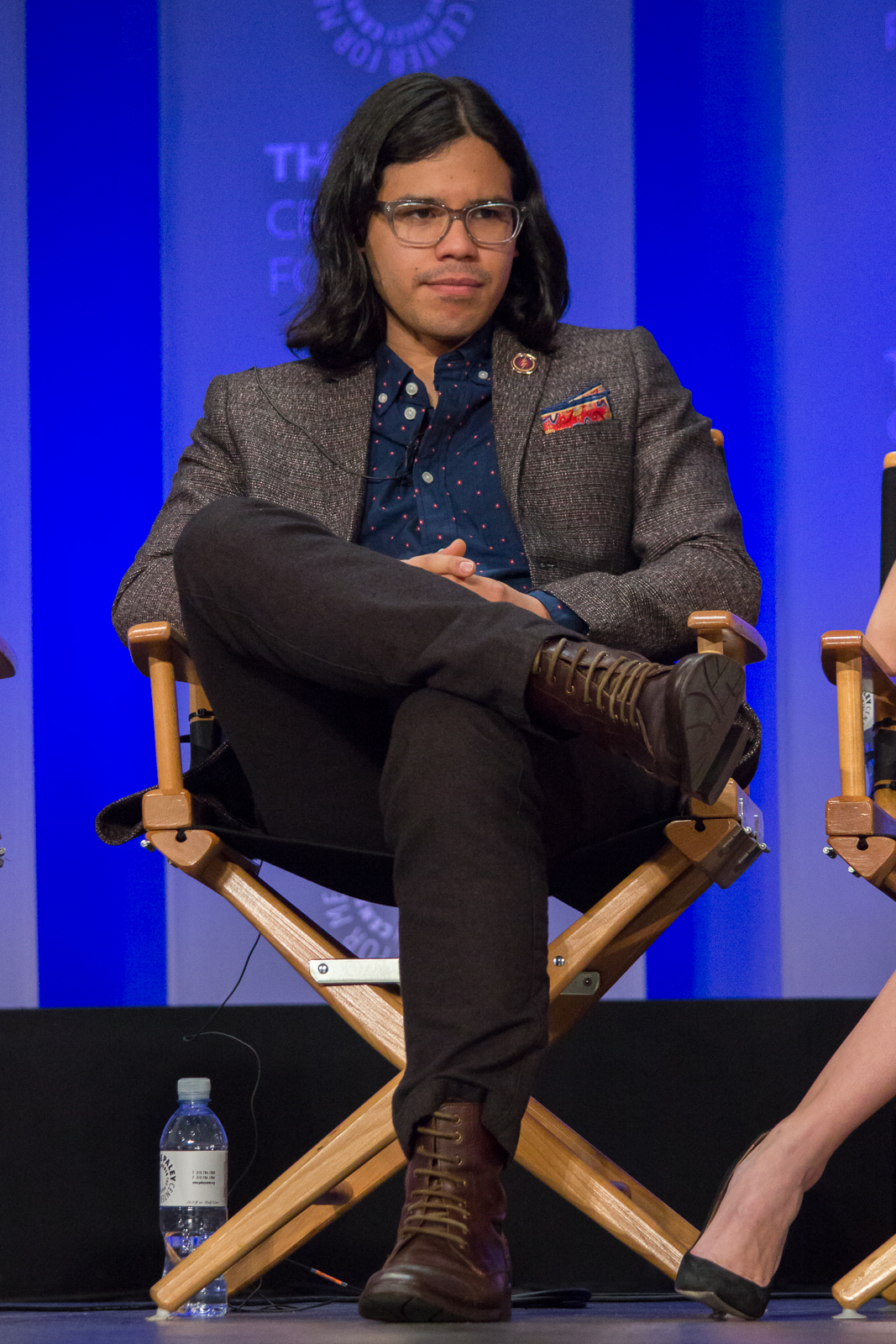
Carlos Valdes (* 1989)

- Valdés, Carmen (* 1954), kubanische Sprinterin
- Valdés, Cayetano (1767–1835), spanischer Marineoffizier und Regent
- Valdés, Chucho (* 1941), kubanischer Komponist und Pianist
- Valdes, David (* 1950), US-amerikanischer Filmproduzent
- Valdés, Diego (* 1994), chilenischer Fußballspieler
- Valdés, Francisco (1943–2009), chilenischer Fußballspieler
- Valdés, Germán (1915–1973), mexikanischer Schauspieler
- Valdés, Hernán (1934–2023), chilenischer Schriftsteller

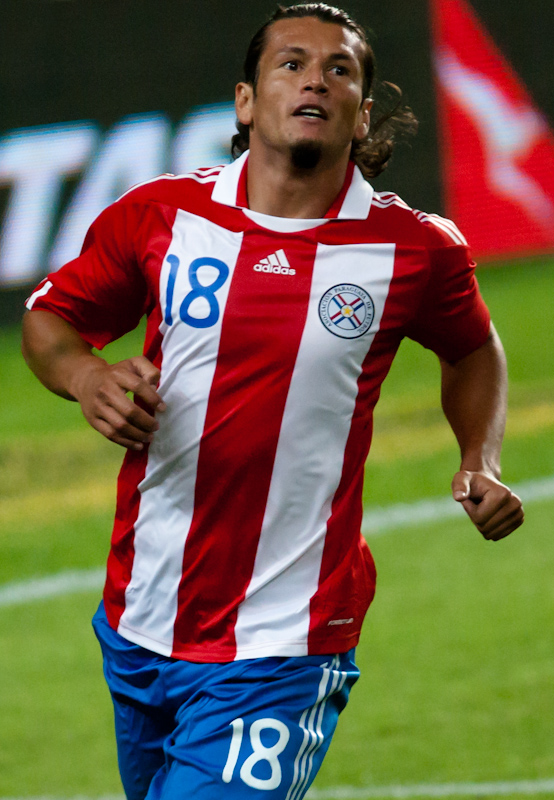
Nelson Valdez (* 1983)

- Valdés, Humberto (* 1973), mexikanischer Fußballspieler und -kommentator
- Valdés, Ildefonso Pereda (1899–1996), uruguayischer Schriftsteller
- Valdés, Iván (* 1957), chilenischer Fußballspieler
- Valdés, Jaime (* 1981), chilenischer Fußballspieler
- Valdés, Jorge Dely (* 1967), panamaischer Fußballtorhüter
- Valdés, José (1930–1991), chilenischer Fußballspieler
- Valdes, José (* 1974), chilenischer Sänger und Songwriter
- Valdés, Juan de († 1541), spanischer reformatorisch gesinnter katholischer Theologe und Humanist
- Valdés, Lázaro (1940–2023), kubanischer Son- und Jazzmusiker (Piano, Komposition)
- Valdés, Marta (1934–2024), kubanische Singer-Songwriterin
- Valdés, Maximiano (* 1947), chilenischer Dirigent
- Valdés, Miguelito (1912–1978), kubanischer Sänger, Bandleader und Schauspieler
- Valdés, Niño (1924–2001), kubanischer Boxer
- Valdés, Olvido García (* 1950), spanische Dichterin, Essayistin und Übersetzerin mit umfangreichem Gesamtwerk
- Valdés, Óscar (* 1949), peruanischer Militär und Politiker
- Valdés, Patato (1926–2007), US-amerikanischer Perkussionist
- Valdes, Petrus, Kaufmann und Begründer der Waldenser
- Valdés, Ramiro (* 1932), kubanischer Politiker und Militär; Vizepräsident des Staatsrates
- Valdés, Ramón (1923–1988), mexikanischer Schauspieler
- Valdés, Ramón Maximiliano (1867–1918), panamaischer Staatspräsident
- Valdes, Rianna (* 1996), US-amerikanische Tennisspielerin
- Valdés, Rolando (1923–2015), kubanischer Bandleader
- Valdés, Sergio (1933–2019), chilenischer Fußballspieler
- Valdés, Vicentico (1919–1996), kubanischer Sänger
- Valdés, Víctor (* 1982), spanischer FußballspielerVíctor Valdés (* 1982)

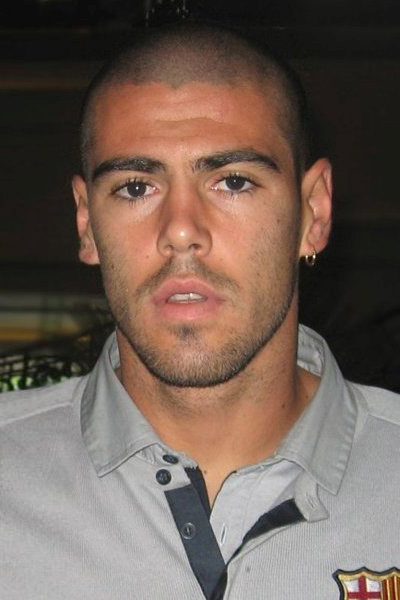
Víctor Valdés (* 1982)

- Valdes, Zelda Wynn (1905–2001), US-amerikanische Modeschöpferin und Kostümbildnerin
- Valdés, Zoé (* 1959), kubanische Schriftstellerin
- Valdés-Blain, Rolando (1922–2011), US-amerikanischer Gitarrist
- Valdes-Scantling, Marquez (* 1994), US-amerikanischer American-Football-Spieler
- Valdesi, Luca (* 1976), italienischer Karateka
- Valdesolo, Victoria (* 1989), argentinische Badmintonspielerin
- Valdespino y Díaz, Ignacio (1861–1928), mexikanischer Geistlicher, römisch-katholischer Bischof von Aguascalientes
- Valdettaro Della Rocchetta, Luigi (1912–1981), italienischer Diplomat
- Valdez O’Connell, Gregorio (* 1945), guatemaltekischer Unternehmer
- Valdez Pérez del Castillo, Eduardo (* 1920), peruanischer Diplomat
- Valdéz Torres, Rafael (* 1959), mexikanischer Geistlicher, Bischof von Ensenada
- Valdez, Adam, US-amerikanischer VFX Supervisor
- Valdez, Carlos (* 1983), uruguayischer Fußballspieler
- Valdez, Christopher (* 1994), dominikanischer Sprinter
- Valdez, Federico (* 1957), peruanischer Badmintonspieler
- Valdéz, Grettell (* 1976), mexikanische Schauspielerin
- Valdez, Janis (* 1994), US-amerikanische Schauspielerin
- Valdez, Javier (1967–2017), mexikanischer Journalist und Mordopfer
- Valdez, Jesse (* 1947), US-amerikanischer Boxer
- Valdez, Jorge (1932–2002), argentinischer Tangosänger
- Valdez, Jorge (* 1974), paraguayischer Fußballspieler
- Valdez, José (* 1986), mexikanischer Straßenradrennfahrer
- Valdez, José El Cocodrilo (* 1947), mexikanischer Fußballspieler
- Valdez, Luis (* 1940), US-amerikanischer Dramatiker, Schriftsteller und Produzent
- Valdez, Luis Antonio (* 1965), mexikanischer Fußballspieler
- Valdez, Nelson (* 1983), paraguayischer FußballspielerNelson Valdez (* 1983)
- Valdez, Octavio (* 1973), mexikanischer Fußballspieler
- Valdez, Óscar (* 1990), mexikanischer Boxer
- Valdez, Raul (* 1944), US-amerikanischer Mammaloge und Ökologe
- Valdez, Rodrigo (1946–2017), kolumbianischer Boxer
- Váldez, Ulises (* 1948), kubanischer Radrennfahrer

### Valdi
- Valdifiori, Mirko (* 1986), italienischer Fußballspieler
- Valdimar Ásmundsson (1852–1902), isländischer Journalist, Übersetzer und Verleger
- Valdimar Grímsson (* 1965), isländischer Handballspieler
- Valdimar Jóhannsson (* 1978), isländischer Filmemacher
- Valdir (* 1998), brasilianischer Fußballspieler
- Valdís Óskarsdóttir (* 1949), isländische Filmeditorin, Regisseurin und Drehbuchautorin
- Valdis, Sigrid (1935–2007), US-amerikanische Schauspielerin
- Valditara, Giuseppe (* 1961), italienischer Hochschullehrer und Politiker
- Valdivia Jiménez, Ramón Darío (* 1974), spanischer römisch-katholischer Geistlicher, Weihbischof in Sevilla
- Valdivia Monserrat, Paula (* 1995), spanische Handballspielerin
- Valdivia, Javier (* 1941), mexikanischer Fußballspieler
- Valdivia, Jorge (* 1983), chilenischer Fußballspieler
- Valdivia, José Antonio, mexikanischer Fußballtorhüter
- Valdivia, Mauricio (* 1989), chilenischer Leichtathlet
- Valdivia, Pedro de (1497–1553), spanischer Konquistador und Gouverneur von ChilePedro de Valdivia (1497–1553)

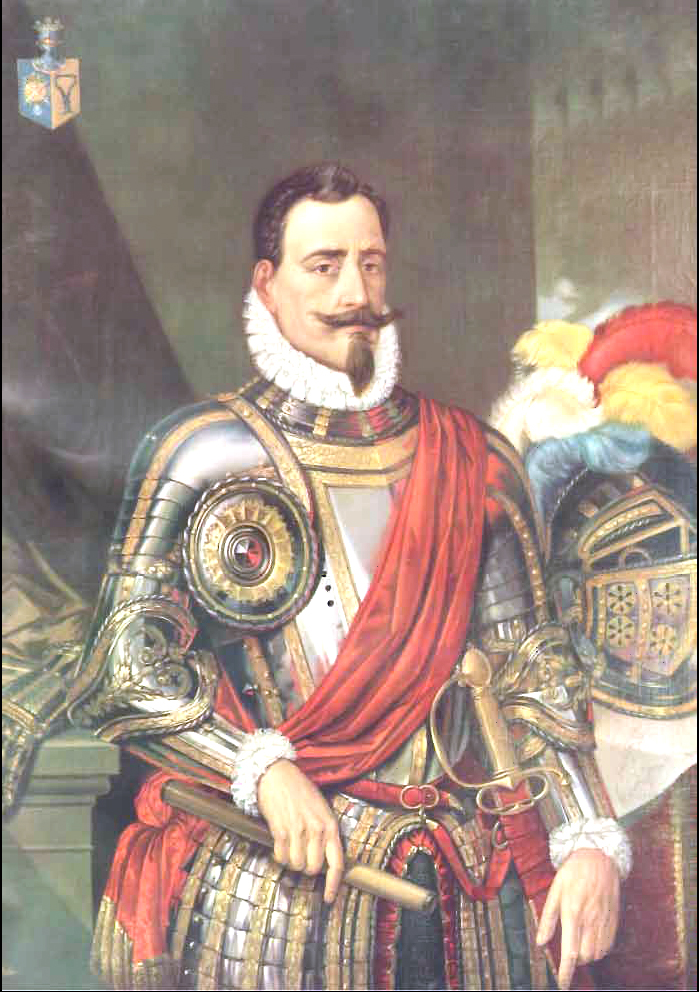
Pedro de Valdivia (1497–1553)

- Valdivia, Thalía (* 1996), peruanische Langstreckenläuferin
- Valdivia, Vladimir (* 1970), peruanischer Pianist
- Valdivielso, José de († 1638), spanischer Lyriker und Dramatiker
- Valdivieso Miranda, Rafael (* 1968), panamaischer Geistlicher und römisch-katholischer Bischof von Chitré
- Valdivieso, Juan (1910–2007), peruanischer Fußballtorwart
- Valdivieso, Manel (* 1967), katalanischer Dirigent
- Valdizán, Hermilio (1885–1929), peruanischer Arzt und Psychiater; Medizinhistoriker

### Valdm
- Valdma, Arbo (* 1942), estnischer Musiker
- Valdmannová, Vendula (* 2007), tschechische Tennisspielerin

### Valdo
- Valdo (* 1964), brasilianischer Fußballspieler
- Valdor, Frank (1937–2013), deutscher Arrangeur
- Valdorf, Bettina (* 1997), deutsche Sportschützin
- Valdov, Richard (1911–1998), estnischer Fußballnationalspieler

### Valdr
- Valdrada Hauteville, Dogaressa von Venedig (1242(?)–1249)

### Valdu
- Valduga, Ena (1889–1965), österreichische Schauspielerin und Hörspielsprecherin
- Valduga, Patrizia (* 1953), italienische Schriftstellerin und Übersetzerin